# Emerson LeRoy Cummings

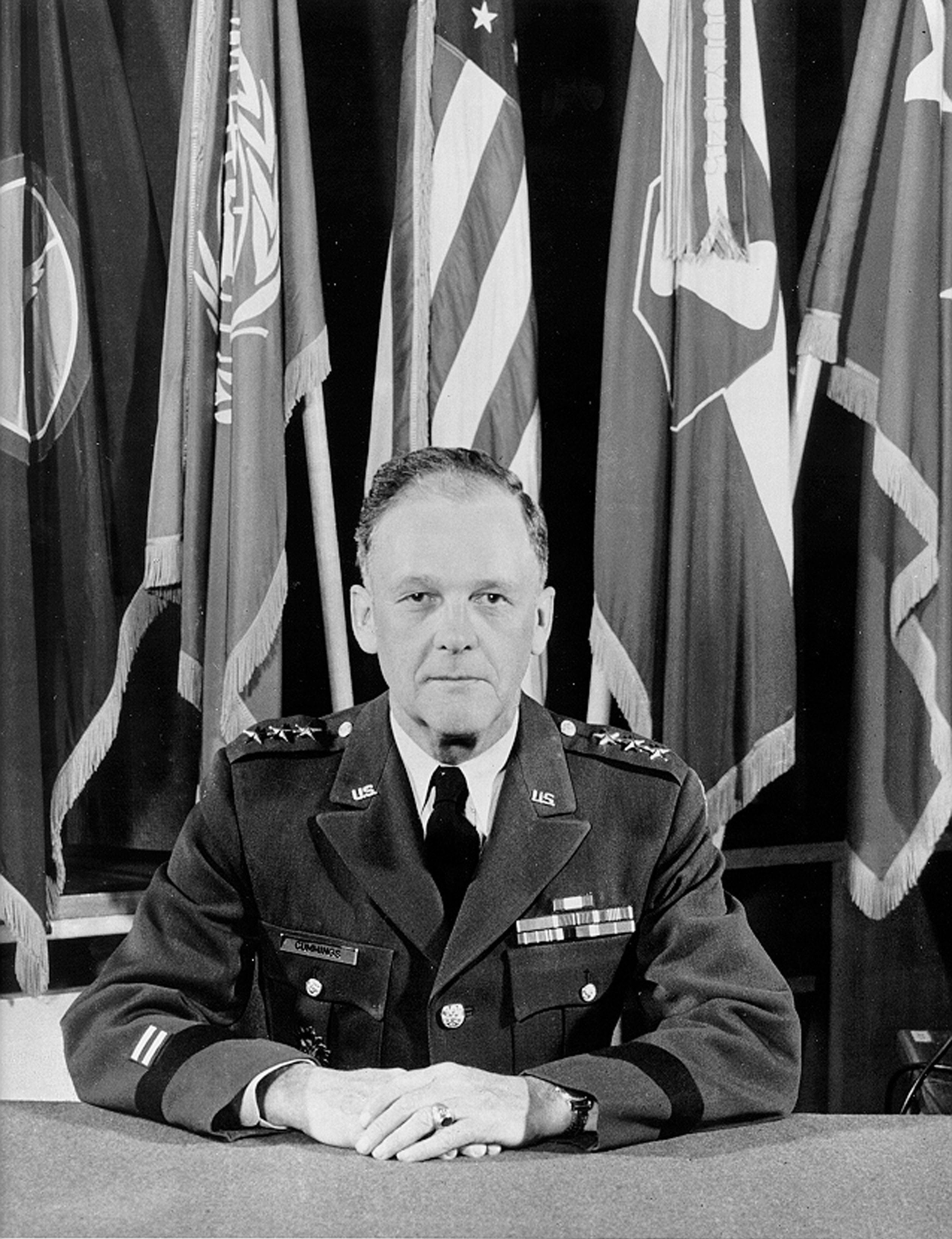
Emerson LeRoy Cummings

Emerson LeRoy Cummings (* 16. März 1902 in New Boston, Wayne County, Michigan; † 24. Januar 1986 in Zephyrhills, Pasco County, Florida) war ein Generalleutnant der United States Army. Er war unter anderem Kommandeur der 5. Armee. 
Emerson Cummings absolvierte zunächst die High School in Bay City und dann das Ferris Institute in Big Rapids in Michigan. In den Jahren 1920 bis 1924 durchlief er die United States Military Academy in West Point. Nach seiner Graduation wurde er als Leutnant den Pionieren zugeteilt. In der Armee durchlief er anschließend alle Offiziersränge vom Leutnant bis zum Drei-Sterne-General.
Im Lauf seiner militärischen Karriere absolvierte Cummings verschiedene Kurse und Schulungen. Dazu gehörten unter anderem ein Ingenieurstudium an der Cornell University (1926), der Engineer Officer Course (1927), das Massachusetts Institute of Technology (1933), der Ordnance Officer Course (1934), das Command and General Staff College (1939), der Chemical Warfare Course (1939/40) und das National War College (1948). 
In seinen jüngeren Jahren absolvierte er den für Offiziere in den niederen Rangstufen üblichen Dienst in verschiedenen Pioniereinheiten und Standorten in den Vereinigten Staaten. Dazu gehörten auch Aufgaben als Stabsoffizier in verschiedenen Hauptquartieren. Als Pionier (Engineer) gehörte der Hochwasserschutz, der Ausbau von Hafenanlagen und deren militärischer Verteidigung, und Flussregulierungen, der Bau von Schleusen und Stauwerken, Kanälen und Straßen zu seinem Aufgabenbereich.  
Emerson Cummings gehörte unter anderem dem Stab der Alaska Road Commission an. Im Jahr 1936 wechselte er von den Pionieren zur Materialbeschaffung (Ordnance). Danach diente er zwei Jahre lang als Stabsoffizier beim Leiter dieser Abteilung (Chief of Ordnance). Es folgten in den Jahren 1939 und 1940 einige der oben erwähnten Schulen. Im weiteren Verlauf des Jahres 1940 war er Dozent an der Ordnance School. Anschließend war er erneut Stabsoffizier im Hauptquartier der Ordnance Group, wobei er sich zunehmend mit der Fahrzeug Beschaffung für die Armee befasste. In diesem Zusammenhang bereiste er im Jahr 1941 auch Großbritannien, das bereits seit 1939 am Zweiten Weltkrieg teilnahm, um sich Anregungen für den Bau für kriegstaugliche Militärfahrzeuge zu holen. 
Nach dem amerikanischen Eintritt in den Zweiten Weltkrieg wurde Cummings Leiter der für die Fahrzeugbeschaffung verantwortlichen Dienststelle in Detroit. Dabei war er für die Kriegsproduktion und die entsprechende Materialbeschaffung zuständig. Das betraf nicht nur die Produktion für die eigenen Streitkräfte, sondern auch für die der Verbündeten der Vereinigten Staaten. 
Nach dem Krieg wurde Emerson Cummings in Europa stationiert. Dort beriet er in Frankreich und Belgien die Rüstungsindustrie in Fragen zur militärischen Aufrüstung. Später war er bis 1947 zunächst in Frankfurt und dann beim European Command Stabsoffizier für Materialbeschaffung. Nach seiner Rückkehr in die Vereinigten Staaten erfolgte das bereits erwähnt Studium am National War College. Anschließend wurde er Stabsoffizier im Pentagon. Anfang der 1950er Jahre leitete er bis Oktober 1953 dort die Industrial Division. 
Zwischen dem 1. November 1953 und dem 2. April 1958 kommandierte Emerson Cummings das Ordnance Corps des US-Heeres. Danach war er stellvertretender Kommandeur der 8. Armee und gleichzeitig Kommandeur der amerikanischen Bodentruppen in Japan. In den Jahren 1961 bis März 1962 war er Oberbefehlshaber der 5. Armee. Anschließend ging er in den Ruhestand. 
Emerson Cummings verbrachte seinen Lebensabend in Largo in Florida. Dort engagierte er sich unter anderem als Set Builder (Bühnenausstatter) beim Theater in Clearwater. Er starb am 24. Januar 1986 und wurde auf dem amerikanischen Nationalfriedhof Arlington beigesetzt. 

## Orden und Auszeichnungen
Emerson Cummings erhielt im Lauf seiner militärischen Laufbahn unter anderem folgende Auszeichnungen:
- Army Distinguished Service Medal
- Legion of Merit
- Bronze Star Medal